# Ugo Niutta
Ugo Niutta (Napoli, 20 dicembre 1880 – Borgo Valsugana, 3 luglio 1916) è stato un aviatore e ufficiale italiano, decorato con la medaglia d'oro al valor militare alla memoria.

## Biografia
Figlio del nobile Ilario Niutta, che fu Consigliere di Corte d'appello e della duchessa Elisa Positani, marchesa di Marescotti. Suo nonno era Vincenzo Niutta, che fu ministro nel primo Consiglio dei ministri del Regno d'Italia. Il Duca Ugo Niutta si laureò in ingegneria navale e, all'inizio della prima guerra mondiale per l'Italia nel 1915, venne mobilitato come sottotenente di complemento nel Servizio Aeronautico del Regio Esercito. Venne assegnato il 25 marzo 1916 alla 11ª Squadriglia da ricognizione e combattimento su  Farman MF 1914, impiegato come aereo da ricognizione. Questi velivoli, costruiti su licenza dalla Fiat, erano all'inizio del conflitto, con la loro mitragliatrice fissa, gli unici aerei italiani dotati di armamento fisso. Il reparto venne schierato sulla pista di Campo della Comina vicino a Pordenone, sede della prima scuola di aviazione civile. Il comandante della squadriglia era il capitano Mario Marco Maria Girotto, un pioniere dell'aviazione italiana. L'8 aprile 1916 il Comando supremo militare italiano dispose che fosse riformata l'organizzazione dell'aviazione militare italiana. I numeri da 1 a 24 furono riservati alle squadriglie da bombardamento, da 25 a 40 a quelle da ricognizione, da 41 a 69 a quelle in cooperazione con l'artiglieria e da 70 in su riservate alla caccia. Nell'ambito di questa ordinanza la 11ª Squadriglia venne ridesignata 28ª Squadriglia Aeroplani, continuando le sue pericolose missioni di ricognizione sul fronte.

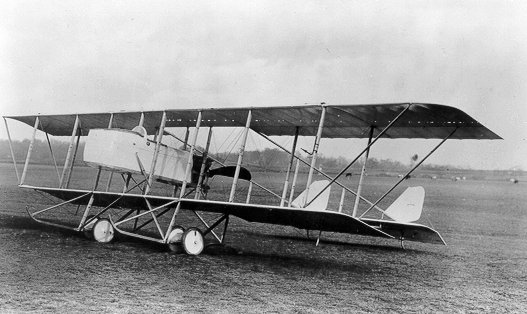
Un Farman MF 1914 del tipo pilotato dal sottotenente Ugo Niutta

Nel corso di una di queste missioni, il 3 luglio 1916 il sottotenente Niutta, insieme con il Tenente osservatore Cesare Franceschini che aveva a bordo, si imbatté sui cieli di Borgo Valsugana in provincia di Trento in due aerei nemici e ingaggiò un combattimento. Dapprima venne ucciso il suo membro di equipaggio, poi l'ufficiale tentò di mettersi in salvo e ritornare in territorio amico, volando a bassa quota. Entrato, però, nel raggio di tiro dei soldati a terra, venne a sua volta colpito e precipitò perdendo la vita. Alcuni mesi dopo, il 19 aprile 1917, venne insignito della medaglia d'oro al valor militare alla memoria.

## Dediche e riconoscimenti
Nel 1921 l'allora Aeroporto Militare del Campo di Marte, l'attuale aeroporto di Napoli-Capodichino, venne intitolato alla sua memoria. Gli sono state dedicate vie a Napoli e a Roma.
Il portale web dell'Aeronautica Militare ha proposto una pagina, intitolata "I grandi aviatori", nella quale vengono citate le maggiori personalità storiche dell'aviazione italiana, ponendo Niutta tra di esse.
Nella sede centrale della Facoltà di Ingegneria dell'Università Federico II di Napoli ci sono una targa commemorativa e un busto a lui dedicati.